# Phranc
Phranc (né le 28 août 1957 à Santa Monica, en Californie) est une auteure-compositrice américaine.

## Biographie
Dans les années 1980, Phranc poursuit une carrière solo. Elle joue dans le film Madame Wang's (1981) de Paul Morrissey sous le nom de Phranque. Elle commence à jouer de la guitare acoustique et sort Folksinger sur Rhino Records en 1985. Elle fait la première partie d'artistes tels que The Smiths, Hüsker Dü, Violent Femmes et Billy Bragg. Elle se présente comme la « All-American Jewish Lesbian Folksinger » et, avec un sens de l'humour ironique, sort l'album I Enjoy Being a Girl en 1989 sur Island Records, apparaissant sur la pochette avec sa coupe de cheveux « flat top », qui est sa marque de fabrique. Décrivant une prestation en direct, Adam Block écrit : « L'androgynie déconcertante de Phranc (exprimée avec une confiance aisée) et ses opinions ferventes (formulées avec un esprit sournois et laconique) font d'elle une artiste fascinante ». Son troisième album, sorti en 1991, s'intitule Positively Phranc,.
Phranc exerce une influence importante sur le mouvement queercore, comme le reconnaît la Team Dresch dans la chanson qu'elle lui a consacrée, Uncle Phranc. Dans les années 1990, de nombreux groupes et musiciens impliqués dans le queercore commencent à collaborer avec elle. Elle apparaît en tant qu'invitée sur le LP/CD Captain My Captain de Team Dresch et des membres de Team Dresch, Tobi Vail de Bikini Kill, Patty Schemel de Hole et d'autres jouent avec Phranc sur son EP Goofyfoot et sur d'autres chansons. Phranc joue et est interviewée dans le documentaire queercore She's Real, Worse than Queer de Lucy Thane, et elle apparaît fréquemment lors d'événements queercore tels que le festival Homo-a-go-go d'Olympia. Dans les années 1990, Phranc se produit sous les traits de Neil Diamond dans le concert Hot August Phranc.

## Discographie

### Albums studio
- 1985 : Folksinger (Rhino)
- 1989 : I Enjoy Being a Girl (album, Island)
- 1991 : Positively Phranc (album, Island)
- 1995 : Goofyfoot (EP, Kill Rock Stars)
- 1998 : Milkman (album, Phancy)

### Singles
- 1985 : Amazon (Stiff)
- 1986 : The Lonesome Death of Hattie Carroll (Stiff)
- 1994 : Bulldagger Swagger b/w Hillary's Eyebrows (single, Kill Rock Stars)

### Apparitions de compilation
- 1987 : My Favorite Women Newscasters sur The Best of the Radio Tokyo Tapes (Chameleon 8608, 1987)[10]
- 1967 : Some Songs (1997)
- 1967 : Hang Ten (double CD sur American Pop Project, Phranc with Satan's Pilgrims)
- 1998 : Dumb Hairdresser sur Milkshake – A CD to Benefit the Harvey Milk Institute (timmi-kat ReCoRDS)
- 2011 : Tupperware Lady sur Kat Vox: A CD to Celebrate 20 Years of timmi-kat ReCoRDS (timmi-kat ReCoRDS)